# Shirley Souagnon
Shirley Souagnon, née à Clichy (Hauts-de-Seine) le 3 octobre 1986,, est une comédienne et humoriste française  Après avoir débuté dans le stand-up en 2008, elle s'impose deux ans plus tard auprès du grand public grâce à sa participation à l'émission de télévision On n'demande qu'à en rire.

## Biographie

### Jeunesse et formation
Elle naît à Clichy de parents franco-ivoiriens. Elle grandit, déménageant souvent, d'Asnières-sur-Seine à La Flèche (Sarthe) en passant par la Picardie, Londres ou bien encore Savigny-le-Temple (Seine-et-Marne) où elle passe toutes ses années de collège. Elle ira ensuite en filière scientifique au lycée Léonard de Vinci (Édouard Branly) de Melun.
Elle joue au basket de manière intensive pendant dix ans et intègre l'équipe de la Madison High School de Houston au Texas, pendant une année à l'âge de 17 ans.
Shirley apparaît pour la première fois à la télévision à l'âge de 8 ans dans une publicité pour la Coupe d'Europe 96 et dans un épisode de Navarro,.

### 2006-2010: débuts sur scène, révélation télévisuelle
De retour en France, elle se lance dans le théâtre puis l'humour. Elle écrit son premier sketch en 2006 et joue son premier one-woman-show Sketch Up ! en 2008 au Théâtre Le Bout à Paris. Elle est repérée dès l'année suivante dans Pliés en 4 (sur France 4), Paris fait sa Comédie et le festival Youhumour. Elle remporte La Route du Rire en 2009, puis le Prix Jeune Talent de l'année 2010 dans le palmarès « Humour ». Elle intègre l'équipe du Jamel Comedy Club en 2010 et participe au Comedy Club Live en tant que chroniqueuse sur la radio Mouv',. Elle joue la première partie de Franck Dubosc à l'Olympia du 1er au 9 octobre 2010 et participe au Gala Ni putes ni soumises le 8 novembre 2010.
Du 14 septembre au 24 novembre 2010, elle participe 6 fois à l'émission On n'demande qu'à en rire sur France 2 en tant que candidate.
Elle joue au Festival du rire de Montreux en décembre 2010.

### 2011-2012: chroniqueuse radio, confirmation sur scène
À partir du 5 février 2011, elle est chroniqueuse dans l'émission hebdomadaire Samedi Roumanoff sur Europe 1. L'émission s'arrête en 2014. En juillet 2011, elle participe pour la première fois au festival Juste pour rire de Montréal.
Elle revient le 20 septembre 2011 dans la deuxième saison On n'demande qu'à en rire sur France 2 en reprenant son nombre de passages précédents à vingt-et-une reprises devenue populaire auprès du grand public, puis elle a fait son retour dans la troisième saison à deux reprises avant d'abandonner sa participation le 9 octobre 2012 pour son trentième passage.
Elle joue son premier spectacle Sketch Up pendant près de 1 an au Théâtre de Dix Heures entre 2010 et 2011 du jeudi au samedi à 20 h.
Le 31 mars 2012, elle joue son premier spectacle Sketch Up à La Cigale. Elle est à l'affiche de la Comédie de Paris les dimanches et lundis du 15 janvier au 25 juin 2012. Depuis 2012, elle est marraine de la Ligue féminine de basket, avec laquelle elle produit notamment des spectacles alliant basket-ball et humour.
Ouvertement lesbienne, elle en a fait le sujet d'un sketch intitulé « Gay, gay, gay », dans le contexte des débats sur le mariage pour tous.

### 2014-2016: actrice, productrice, présentatrice télé
En 2014, Shirley Souagnon rejoint le casting de la série Engrenages, et ouvre en parallèle sa société de production nommée On Time Productions.
En novembre 2014, elle apporte sa voix et produit son deuxième spectacle, Free! The One Woman Funky Show, qui mélange l'humour et la musique, accompagnée d'un groupe qu'elle révèle au public : The Krooks, composé de Jérôme Cornelis, Davy Honnet et Anthony Honnet.
À partir du 2 mai 2015, elle présente l'émission Mieux vaut en rire sur France Ô.
Le 11 décembre 2015, Shirley Souagnon & The Krooks présentent Free! à la Cigale, co-produit par Axe Sud pour France Ô.
Shirley produit leur 1er EP avec la société On Time Productions et sort également son premier sketch show diffusé depuis Février 2016 sur Afrostream.tv, intitulé simplement Shirley Souagnon Show.

### Depuis 2016: radio, projet d'école, retour sur scène
Le 30 mai 2016, elle devient sociétaire des Grosses Têtes sur RTL aux côtés de Laurent Ruquier.
Le 4 juin 2016, elle présente le festival Afropunk avec son jeune ami humoriste Fary.
Elle développe depuis juin 2016 des ateliers d'humour sur l'île de la Réunion où elle a découvert une multitude d'humoristes désireux d'apprendre. Un projet d'école est en cours.
En juillet 2016, elle participe au festival Juste Pour Rire de Montréal avec l'équipe de Bref, Kyan Khojandi, Yacine Belhousse, Navo, Bérengère Krief.
À partir de septembre 2016, elle est en tournée pour rôder son troisième spectacle, intitulé Monsieur Shirley.
Le 5 octobre 2019, elle ouvre le Barbès Comedy Club, le premier à être ouvert par une femme humoriste. De nombreux humoristes s'y produisent comme Bun Hay Mean, Adrien Arnoux, Doully, Tania Dutel, Baptiste Lecaplain, Kyan Khojandi, Nick Mukoko, Paul Mirabel, Seb Mellia ou encore Wary Nichen. Le club ferme définitivement en septembre 2022.
Depuis 2016, elle participe à plusieurs reprises au Montreux Comedy Festival.

### Engagements
Le 29 novembre 2010, elle anime une vente aux enchères solidaire à la Grande soirée solidaire AfriCAN.
Shirley Souagnon a prêté son image à une campagne contre le SIDA organisée par Gayvox-Inpes en novembre 2011.
Elle est ambassadrice de l'AMREF, première ONG de santé publique en Afrique de l'Est.
En 2018, elle participe à l'ouvrage collectif Noire n'est pas mon métier.
Elle est lesbienne, ce qu'elle exprime fièrement sur scène.

### Radio
- 2010 : chroniqueuse à Mouv'
- 2011-2014 : chroniqueuse dans l'émission hebdomadaire Samedi Roumanoff sur Europe 1
- Depuis 2016 : sociétaire des Grosses Têtes sur RTL

## Télévision

### Chronologie
- 2009 : Pliés en 4 présenté par Cyril Hanouna sur France 4
- 2010-2012 : On n'demande qu'à en rire présenté par Laurent Ruquier sur France 2
- 2012 : Jamel Comedy Club présenté par Jamel Debbouze sur Canal+
- 2012 : Bref de Kyan Khojandi (épisode 82)
- 2012 : Fidèles au poste ! présenté par Bruno Guillon sur France 4
- 2013 : Et ça vous amuse ?, sur RTL9
- 2014 : Engrenages (saison 5) sur Canal+
- 2015 : Mieux vaut en rire sur France Ô
- 2015 : Cut ! sur France Ô
- 2016 : FREE! the one woman funky show sur France Ô
- 2016 : Shirley Souagnon Show sur Afrostream.tv
- 2019 : Montreux Comedy Festival sur Comédie+

#### Liste des sketchs écrits pourOn n'demande qu'à en rire
| 1 | Les usagers victimes des numéros surtaxés             | 14 septembre 2010 | 83 |
| 2 | Éblouir les pilotes d'avion avec un laser             | 30 septembre 2010 | 77 |
| 3 | On peut manger de l'écureuil en Angleterre            | 1er octobre 2010  | 77 |
| 4 | Un cambrioleur ivre s'endort sur le lieu de son casse | 3 novembre 2010   | 69 |
| 5 | Fan des journaux people                               | 8 novembre 2010   | 69 |
| 6 | Le discount                                           | 24 novembre 2010  | 66 |

| 7       | Le succès des berceuses "hard" | 20 septembre 2011 | 76                                         |
| 8       | Les injections interdites dans les seins | 1er octobre 2011  | 71                                         |
| 9       | La voiture qui se gare toute seule | 6 octobre 2011    | 82                                         |
| 10      | Empêcher les orang-outangs de fumer | 14 octobre 2011   | 74                                         |
| 11      | Je suis la fille de Francis Cabrel | 21 octobre 2011   | 83                                         |
| 12      | Le musée de Schwarzenegger en Autriche | 29 octobre 2011   | 76                                         |
| 13      | Sortie du film porno DXK (participation de Vérino, Babass, Waly Dia et Donel Jack'sman)                                                                                             | 9 novembre 2011   | 96                                         |
| 14      | Justin Bieber papa (participation de Vérino, Waly Dia et Donel Jack'sman et Sandra Colombo)                                                                                         | 18 novembre 2011  | 73                                         |
| 15      | Les nouveaux mots des djeuns (participation d'Arnaud Tsamere et Vérino) | 21 novembre 2011  | 16/20 (Téléspectateurs)                    |
| 16      | Employée à Libourne je réponds aux lettres du Père Noël | 1er décembre 2011 | 83                                         |
| 17      | Il va falloir acheter un sapin (participation de Garnier et Sentou en voix-off) | 14 décembre 2011  | 94                                         |
| 18      | La Famille Bernichon (1) : Le succès des familles recomposées (participation de Constance, Florent Peyre, Waly Dia et Arnaud Cosson)                                                | 6 janvier 2012    | 86                                         |
| 19      | Disneyland prépare ses 20 ans | 12 janvier 2012   | 83                                         |
| 20      | Le boom des ventes de coffres-forts | 19 janvier 2012   | 78                                         |
| 21      | La Famille Bernichon (2) : Soirée raclette à la montagne (participation de Constance, Florent Peyre, Waly Dia, Sandra Colombo, Guillaume Sentou, Nicole Ferroni et Donel Jack'sman) | 3 février 2012    | 83                                         |
| Prime 1 | La comédie musicale Sister Act bientôt à Paris (participation de la chorale du CAP à Aulnay-sous-Bois et de Maïk Darah, voix française de Whoopi Goldberg)                          | 4 février 2012    | 148/200 (Jury : 76 - Téléspectateurs : 72) |
| 22      | La famille Bernichon (3) : Comment occuper les enfants pendant les vacances (avec Florent Peyre et Waly Dia et participation des Lascars gays)                                      | 24 février 2012   | 66                                         |
| 23      | Chargée de la rubrique courrier du cœur (participation de Vérino) | 7 mars 2012       | 87                                         |
| 24      | C'est le Salon de l'Étudiant | 22 mars 2012      | 68                                         |
| 25      | Repérer les élèves en difficulté dès la maternelle | 14 avril 2012     | 77                                         |
| 26      | Le doudou géant pour dormir la nuit (participation de Kevin Razy) | 25 avril 2012     | 89                                         |
| 27      | La tournée des Harlem Globetrotters (participation de Laurent Ruquier) | 11 juin 2012      | 69                                         |
| 28      | La découverte des résultats du bac | 25 juin 2012      | 77                                         |

| 29 | Le Badminton vedette du sport scolaire | 4 octobre 2012 | 80                      |
| 30 | Hôtesse au Mondial de l'automobile     | 9 octobre 2012 | 14/20 (téléspectateurs) |

Le 1er octobre 2010, les cinq humoristes ayant obtenu au moins une fois 80 points sur 100 (Shirley Souagnon, Alain Doucet, Kev Adams, Olivier de Benoist et Les Lascars Gays) ont pu jouer un extrait de leur spectacle lors d'une émission spéciale.
Son record personnel est de 96/100, obtenu à son treizième passage avec le sujet Sortie du film porno DXK.

## Spectacles
- 2008-2012 : Sketch Up ![20] au Théâtre Le Bout puis au Théâtre de Dix Heures à Paris.
- 2014 : Free, The One Woman Funky Show au Sentier des Halles à Paris (notamment).
- 2018- 2019 : Monsieur Shirley.
- 2022 : Le Tour du Monde des Comedy Club.
- 2023 - 2025 : Être humain.

## Publication
- « En rire », in Aïssa Maiga (dir.), Noire n'est pas mon métier, Paris, Éditions du Seuil, 3 mai 2018, 128 p. (ISBN 978-2-02-140119-6)

## Distinctions
- 2009 : La Route du Rire Volkswagen
- 2010 : Prix Jeune Talent de l'année 2010 (Palmarès Humour)